# Богданович, Зофья
Зофья Богдано́вич (Богдановичова) (пол. Zofia Bohdanowiczowa; 30 апреля 1898, Варшава Царство Польское, Российская империя — 13 октября 1965, Торонто, Канада) — польская поэтесса, прозаик, переводчик, автор произведений для детей и молодежи.

## Биография
Окончила факультет гуманитарных наук университета Стефана Батория в Вильно. Там же вышла замуж. После начала Второй мировой войны выехала сперва в
Румынию, затем через Югославию, Италию и Францию, в 1943 году поселилась в Уэльсе в Великобритании, где после войны, соединилась с мужем, освободившимся из лагеря для военнопленных в Германии.
В 1960 переехала в Канаду, чтобы воссоединиться с сыном, где и умерла в Торонто в 1965 году.

## Творчество
Как поэтесса дебютировала в 1921 году на страницах львовской газеты «Wiek Nowy».
Первые два романа «Wschodni Wiatr» («Восточный ветер», 1937) и «Droga do Daugiel» («Дорога к Даугель», 1938) были напечатаны в Польше; её третий роман «Gwiazdy I Kamienie» («Звезды и камни») появился в Торонто в 1960 году.
Книги прозаика посвящены жизни польских эмигрантов в Канаде.
В Уэльсе в 1954 году она опубликовала свою первую книгу поэзии «Ziemia Miłośći» («Земля любви»), в котором выражена тоска по родине. Второй сборник стихов, «Przeciwiajac Sie Swierszczom» («Сопротивление сверчкам», 1965) воспевает красоты Уэльса. Последняя серия стихов поэтессы о трудностях приспособления эмигрантов к городской жизни в Канаде.
Зофья Богданович — известный переводчик американских и французских поэтов.
Несколько её литературных произведений отмечены премиями.